# 徐家福
徐家福（1924年12月—2018年1月16日），男，字筱棠，江苏南京人，中国计算机软件学先驱，曾任南京大学教授，南京大学计算机软件新技术国家重点实验室名誉主任。

## 生平
徐家福 1924 年生于南京，生活在南京老城南，就读船板巷小学，1937 年小学毕业，考入南京一中。因抗日战争爆发辍学，1938 年在武汉考入国立东北中学，当年武汉沦陷，又随校迁至四川静宁寺，于 1941 年初中毕业。后于四川三台，就读于国立第十八中学，1944 年高中毕业，考入国立中央大学（1949 年更名为南京大学）数学系。
1948 年徐家福中央大学毕业，留校任助教，1953 年任南京大学讲师。1957 至1959 年赴苏联莫斯科大学进修程序设计，师从舒拉布拉（M.P.IIIypa-Bypa）教授，1981 年起任南京大学计算机系教授、博士生导师，后任南京大学计算机软件研究所所长、计算机软件新技术国家重点实验室主任、名誉主任。

## 学术贡献与地位
徐家福先生是中国最早的两名计算机软件专业博士生导师之一，培养出了中国第一位软件学博士。当年的计算机软件圈内有“南徐北杨”之说，即南京大学徐家福和北京大学杨芙清。 徐家福先生逝世，杨芙清教授在悼文中写道“在软件界大家公认你是第一人”。
主要研究高级语言、新型程序设计与软件自动化。代表性成果有：
1. 1965 年徐家福先生领导的由南京大学与华东计算所组成的研制组，在国内自行研制的 J-501 机上研制出中国第一个 ALGOL 编译系统
2. 1977 年，徐家福先生倡导并主持研发系统程序设计语言，在 655 机上设计并实现了基于自编译语言的软件自动产生系统 NDHD
3. 1979 至 1981 年，参加了 ALGOL、COBOL 语言国家标准的制定工作
4. 1979年，徐家福、仲萃豪、杨芙清合作研制出通用系统程序设计语言XCY（XCY 为三人姓氏首字母缩写）
5. 率先在中国研制出数据驱动计算机模型FPMND；研制出兼顾函数式和逻辑式风格的核心语言KLND及相应的并行推理系统；
6. 完成8个软件自动化系统，如基于自行设计规约语言GSPEC的NDAUTO系统，基于FGSPEC的算法设计自动化系统NDADAS和自学习软件自化系统NDSAIL等。
7. 出版著作6部，发表论文150余篇。

徐家福先生曾任：
- 教育部计算机软件教材编审会主任
- 国务院学位委员会计算机学科评议组召集人
- 国务院电子振兴领导小组计算机顾问 [6]
- 中国计算机学会副理事长及软件专业委员会主任
- 《中国大百科全书》计算机软件分支主编
- 清华大学、吉林大学兼职教授

## 奖项与荣誉
徐家福先生获得以下荣誉（部分）：
- 中国国家教委（后来的教育部）一等奖四次
- 电子部（后来的信息产业部）一等奖三次
- 2011 年获CCF终身成就奖。[8]

## 徐家福先生弟子
徐家福先生治学严谨，对人对己，一贯严字当头，他先后共招收 24 名博士研究生，只有 16 人毕业，淘汰率之高实属罕见。
徐家福先生弟子名单（部分）：
- 朱鸿（1987）：国防科技大学长江学者特聘教授
- 金凌紫（1987）：南京大学计算机系教授（已退休）
- 吕建（1988）：南京大学校长，中科院院士（2013）
- 翟成祥（1990）：UIUC 计算机系教授，ACM Fellow（2017），美国青年科学家与工程师总统奖（2004）
- 伊波（1990）：原南京大学任教，1997 年移居加拿大
- 王志坚（1990）：原河海大学教授、计算机与信息学院院长（2023 年退休）
- 吕建国（1991）：加拿大温莎大学教授
- 费宗铭（1991）：美国肯塔基大学教授
- 瞿裕忠（1994）：南京大学计算机科学与技术系教授
- 董丽君（1996）：南京大学计算机软件研究所
- 张家重（1997）：浪潮集团副总裁